# 홍태욱
홍태욱(洪泰旭, 일본식 이름: 德山道平, ? ~ 1945년 12월 28일)은 일제강점기의 승려이다. 법명은 일초(日初).

## 생애
출생 연도와 출가 시기는 알려져 있지 않다. 봉은사 관내의 여러 말사인 경기도 고양군 적조암(1921년), 양평군 용문사(1935년), 양주군 수종사(1938년) 주지를 차례로 역임하며 이력을 쌓았다. 이 기간 동안 사찰 중건에 많은 공을 쌓아 인지도를 높였고, 당시 유일한 불교계 신문이던 《불교시보》의 후원회 간사장을 맡기도 했다.
1940년 창씨개명을 하였으며 그해 봉은사의 건축기성회장 겸 주지로 선출되었다. 봉은사는 1939년 화재 피해를 입어 대웅전을 비롯한 건물 여러채가 전소되어 재건축이 절실했기에 이 분야에서 능력을 보인 홍태욱을 봉은사 제11대 주지로 선출한 것이었다. 이후 봉은사 주지로서 중일 전쟁과 태평양 전쟁에 협력하는 행위를 꾸준히 했다.
1941년 4월 봉은사 말사인 개운사에서 전쟁을 지원하기 위한 비상 단체인 국민총력 봉은본·말사연맹을 결성하고, 일본군의 무운장구를 기원하는 기원제 및 전사한 장병의 위령제를 봉행했다. 5월 한강 백사장에서 참가자 3만여 명 규모의 대형 행사인 전몰장병 충혼 위령제 및 수륙제를 거행하였고, 7월에는 중일 전쟁 4주년 기념회와 법요식을 봉은사에서 개최했다. 1941년 진주만 공격으로 전쟁이 확대된 뒤 조선인을 대상으로 징병제가 실시되었을 때는, 권상로와 이광수 등을 초청해 '징병제 실시 축하 대강연회'를 열어 감사의 뜻을 표시했다.
1942년 봉은사 본사와 말사가 연합하여 헌금과 철제류를 수집해 국방헌금으로 납부한 일과 1943년 1월 《불교시보》에 〈전접 신춘을 봉영하여 성수무궁을 성심경축〉이라는 제목의 친일 시사문을 기고한 일, 같은 해 7월 봉은사 본·말사승려연성대회 개최, 1944년 해군기 헌납금 기부, 범종 및 불구 헌납 등도 이러한 행동의 연장 선상에 있었다. 심지어 2년에 걸친 공사 끝에 광복 직전인 1945년 6월 28일 봉은사 사찰 입구에 일본군 전몰장병 충령탑을 세우기도 했다.
광복 후에도 봉은사 주지로 계속 재임하다가 그해 연말에 피살되었다. 홍태욱이 살해된 것은 봉은사 주지직을 둘러싼 갈등 때문이라고만 알려져 있을 뿐, 자세한 원인은 알 수 없다.

## 사후
민족문제연구소가 친일인명사전 발간을 위해 2008년 정리해 발표한 친일인명사전 수록예정자 명단 종교 부문에 들어 있다.

## 같이 보기
- 봉은사

## 참고자료
- 임혜봉 (2005년 3월 1일). 〈홍태욱 : 봉은사에 일본군 충령탑을 세운 본산 주지〉. 《친일 승려 108인》. 서울: 청년사. 643~650쪽쪽. ISBN 978-89-7278-384-8.